# Gandelu
Gandelu est une commune française située dans le département de l'Aisne, en région Hauts-de-France.

## Géographie

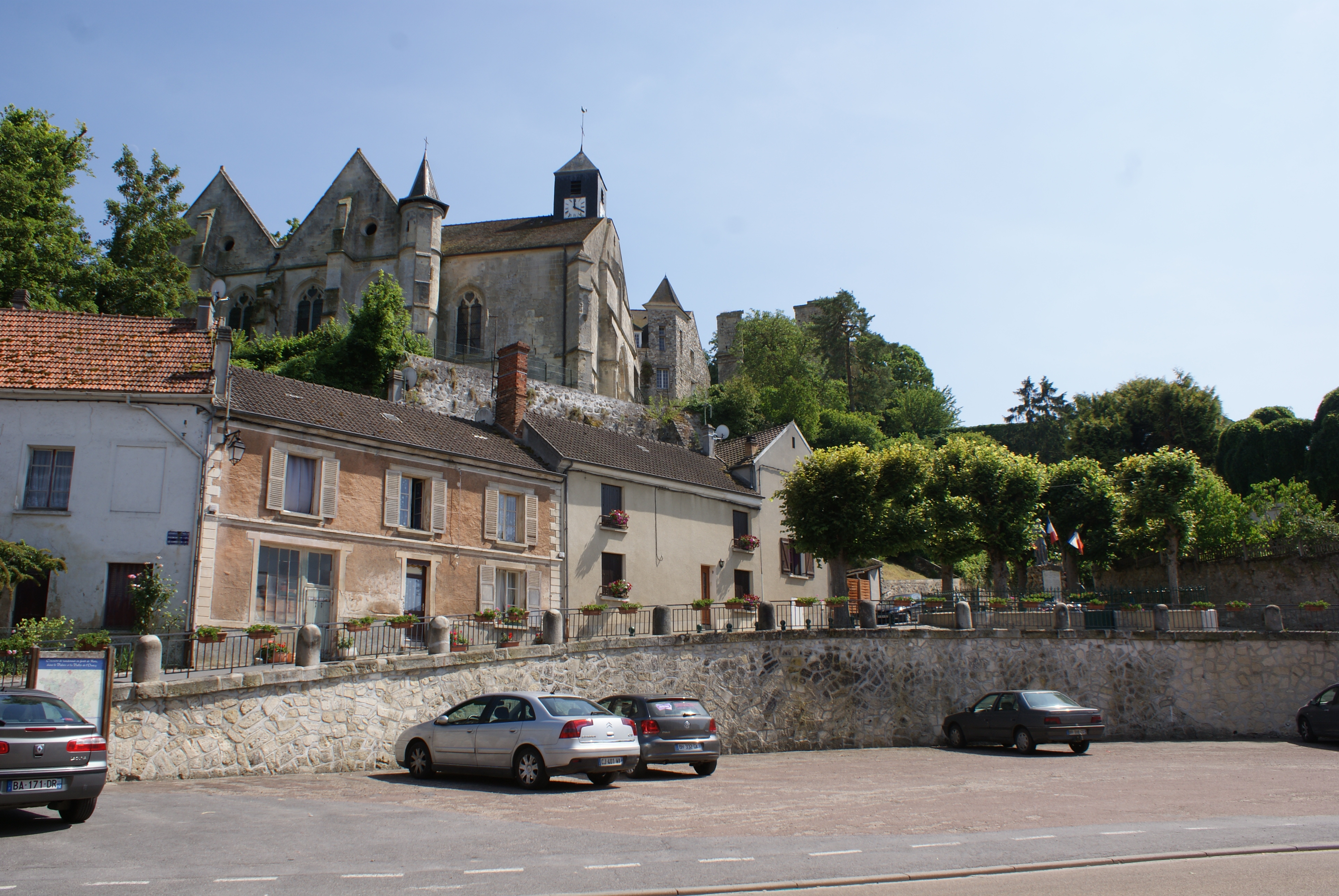
Place de la Poterie et église de Gandelu.

Le bourg de Gandelu est situé sur la rive gauche du Clignon, à 12 kilomètres au sud-ouest de Neuilly-Saint-Front et à 19 km au nord-ouest de Château-Thierry. Il a pour dépendances le hameau de Prément et une partie de celui des Glandons ; la ferme des Granges et les moulins du Rhône et de Hurteville.
Le territoire de la commune comprend 4 003 hectares ; il est borné au nord par les communes de Brumetz, Chézy-en-Orxois et Saint-Gengoulph, à l'est par celles de Veuilly-la-Poterie et de Marigny ; cette dernière la borne également au sud. Ses limites à l'ouest sont celles du département de l'Aisne et il confine aux communes de Vaux, Coulombs, Germigny et Dhuisy (Seine-et-Marne).

### Hydrographie
La commune est située dans le bassin Seine-Normandie. Elle est drainée par le Clignon, le ru du Bastourne, le ru du Rhone, le Fontaine des Ormes, le Clignon, le cours d'eau 01 des Côtes de Pipa, le fossé 01 des Bois de la Reculée, le fossé 01 des Glandons, le fossé 01 du Bastourné, le ru de Coulombs et un autre petit cours d'eau,.
Le Clignon, d'une longueur de 30 km, prend sa source dans la commune de Bézu-Saint-Germain et se jette  dans l'Ourcq en limite de Crouy-sur-Ourcq et de Montigny-l'Allier, face à Neufchelles, après avoir traversé 16 communes.

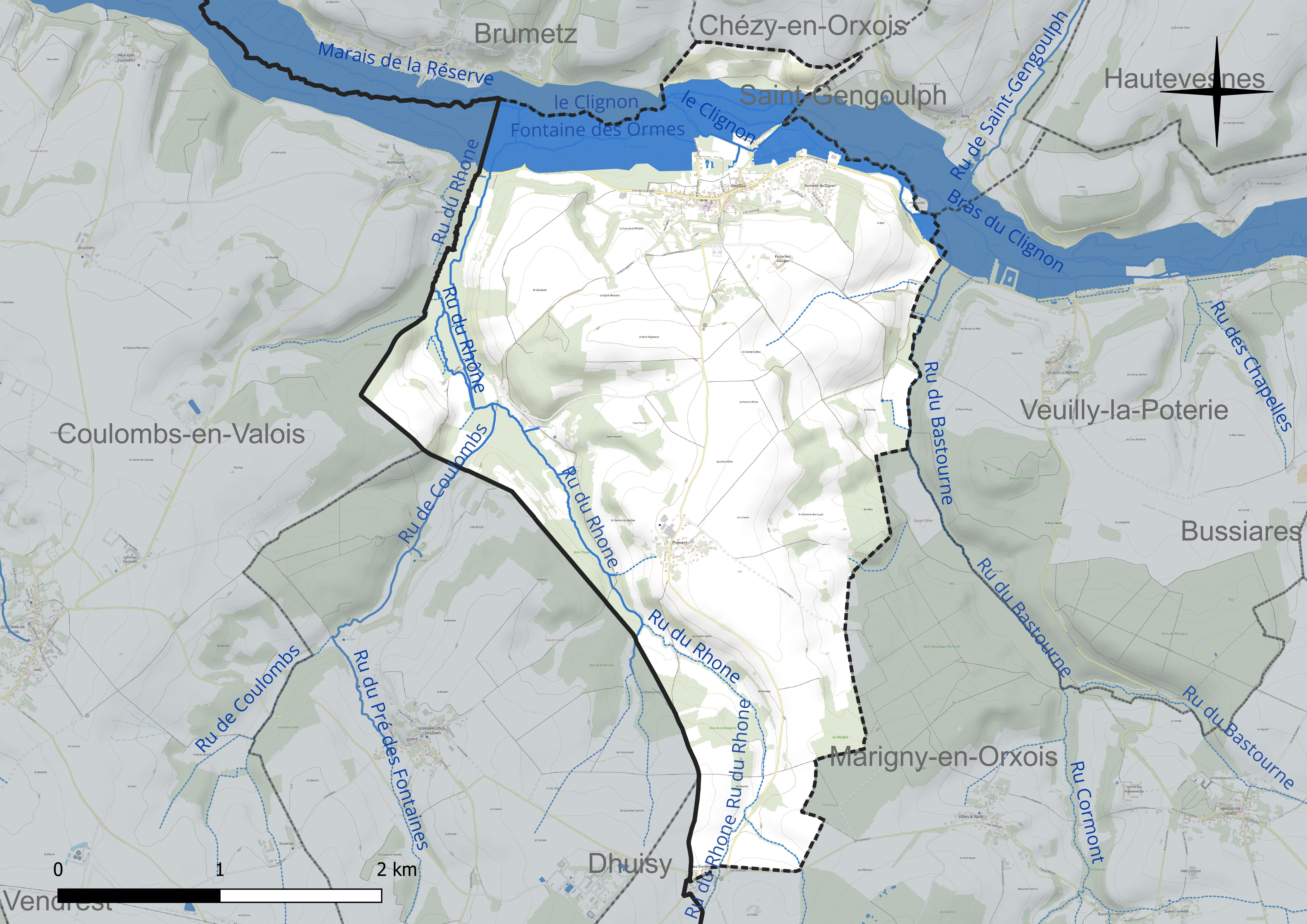
Réseau hydrographique de Gandelu.

### Climat
Pour des articles plus généraux, voir Climat des Hauts-de-France et Climat de l'Aisne.
En 2010, le climat de la commune est de type climat océanique dégradé des plaines du Centre et du Nord, selon une étude du CNRS s'appuyant sur une série de données couvrant la période 1971-2000. En 2020, Météo-France publie une typologie des climats de la France métropolitaine dans laquelle la commune est exposée à un climat océanique altéré et est dans la région climatique Nord-est du bassin Parisien, caractérisée par un ensoleillement médiocre, une pluviométrie moyenne régulièrement répartie au cours de l'année et un hiver froid (3 °C).
Pour la période 1971-2000, la température annuelle moyenne est de 10,6 °C, avec une amplitude thermique annuelle de 14,8 °C. Le cumul annuel moyen de précipitations est de 722 mm, avec 11,5 jours de précipitations en janvier et 8,2 jours en juillet. Pour la période 1991-2020, la température moyenne annuelle observée sur la station météorologique la plus proche, située sur la commune d'Ussy-sur-Marne à 18 km à vol d'oiseau, est de 11,3 °C et le cumul annuel moyen de précipitations est de 726,5 mm,. Pour l'avenir, les paramètres climatiques de la commune estimés pour 2050 selon différents scénarios d'émission de gaz à effet de serre sont consultables sur un site dédié publié par Météo-France en novembre 2022.

## Urbanisme

### Typologie
Au 1er janvier 2024, Gandelu est catégorisée commune rurale à habitat dispersé, selon la nouvelle grille communale de densité à 7 niveaux définie par l'Insee en 2022.
Elle est située hors unité urbaine. Par ailleurs la commune fait partie de l'aire d'attraction de Paris, dont elle est une commune de la couronne,.

### Occupation des sols
L'occupation des sols de la commune, telle qu'elle ressort de la base de données européenne d'occupation biophysique des sols Corine Land Cover (CLC), est marquée par l'importance des territoires agricoles (64,9 % en 2018), une proportion identique à celle de 1990 (64,9 %). La répartition détaillée en 2018 est la suivante : 
terres arables (58,2 %), forêts (29,9 %), zones agricoles hétérogènes (5,3 %), zones urbanisées (5,2 %), prairies (1,3 %).
L'évolution de l'occupation des sols de la commune et de ses infrastructures peut être observée sur les différentes représentations cartographiques du territoire : la carte de Cassini (XVIIIe siècle), la carte d'état-major (1820-1866) et les cartes ou photos aériennes de l'IGN pour la période actuelle (1950 à aujourd'hui).

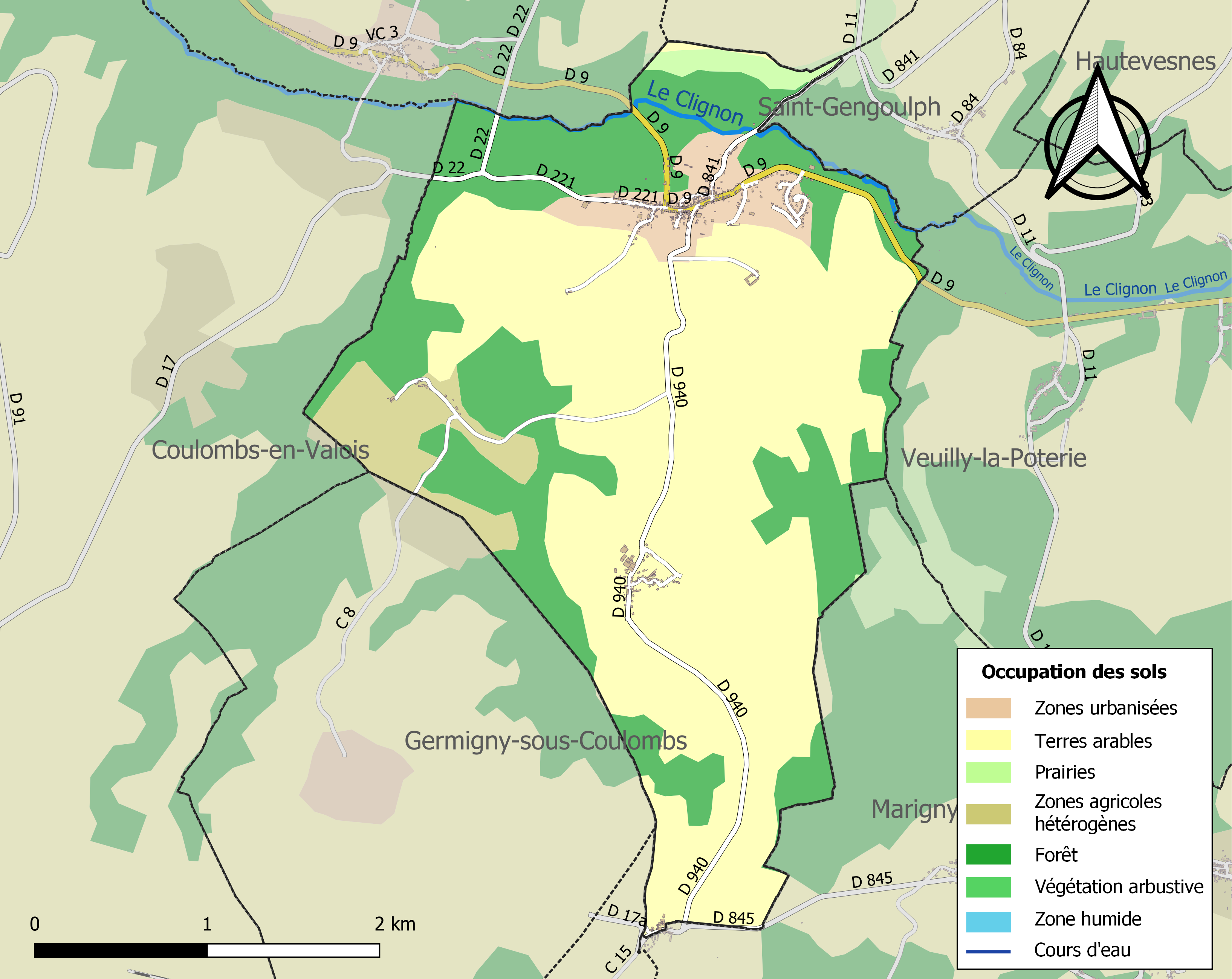
Carte de l'occupation des sols de la commune en 2018 (CLC).

### Habitat et logement
En 2018, le nombre total de logements dans la commune était de 305, alors qu'il était de 299 en 2013 et de 294 en 2008.
Parmi ces logements, 84,6 % étaient des résidences principales, 5,6 % des résidences secondaires et 9,8 % des logements vacants. Ces logements étaient pour 96,1 % d'entre eux des maisons individuelles et pour 3,9 % des appartements.
Le tableau ci-dessous présente la typologie des logements à Gandelu en 2018 en comparaison avec celle de l'Aisne et de la France entière. Une caractéristique marquante du parc de logements est ainsi une proportion de résidences secondaires et logements occasionnels (5,6 %) supérieure à celle du département (3,5 %) mais inférieure  à celle de la France entière (9,7 %). Concernant le statut d'occupation de ces logements, 87,6 % des habitants de la commune sont propriétaires de leur logement (91,3 % en 2013), contre 61,6 % pour l'Aisne et 57,5 % pour la France entière.
| Typologie                                               | Gandelu | Aisne | France entière |
| ------------------------------------------------------- | ------- | ----- | -------------- |
| Résidences principales (en %)                           | 84,6    | 86,7  | 82,1           |
| Résidences secondaires et logements occasionnels (en %) | 5,6     | 3,5   | 9,7            |
| Logements vacants (en %)                                | 9,8     | 9,8   | 8,2            |

## Toponymie
Le nom de la localité est attesté sous les formes Wandeluz (1198) ; Vuandelus (1218) ; Gandeluz (1292) ; Gandelus (1352) ; Gandelluz (1564).

## Histoire

### Moyen Âge
Ami de Philippe Auguste et Maçon à Gandelu à la fin du XIe siècle, début du XIIe. Jean de Montmirail, était également partiellement seigneur de Gandelu (d'autres seigneurs possédaient des fiefs tant dans la ville, à l'intérieur du mur d'enceinte, que sur le territoire en dépendant). En 1212, il ratifia la charte de Marguerite de Blois (également propriétaire d'un fief à Gandelu) donnant vingt arpents de bois afin de permettre la construction du monastère de Cefroid. Jean de Montmirail se retira du monde vers 1212 et prit l'habit de religieux à l'abbaye de Lompont. Il y mourut en odeur de sainteté le 25 septembre 1217 il avait de par son mariage avec Helvide de Dampierre deux fils et trois filles. Lors de son l'entrée en religion ses enfants, Jean II, Mathieu, Felice, Marie et Élisabeth religieuse à Montmirail se partagèrent les biens délaissés C'est ainsi que le château et une partie de la seigneurie de Gandelu furent attribués à son fils Jean II. De son côté, Jean Ier de Montmirail, lors de son entrée en religion avait fait de nombreux dons à l'abbaye de Lompont ; il lui avait donné entre autres choses une maison sise dans le château de Gandelu (à l'intérieur des murs d'enceinte) et quelques menues dimes. Jean II, devenu maître de la seigneurie, chercha querelle aux religieux ; n'osant pas attaquer ouvertement les actes fait par son père, il s'opposa à ce que les frères fissent faire à leur maison les réparations nécessaires. On vit alors le vieux chevalier venir avec les ouvriers dans la ville dont il avait été seigneur, les aider dans leurs travaux et porter des tuiles dont ils avaient besoin pour refaire la toiture. On le vit aussi, pour épargner aux religieux les insultes des ribauds, se charger lui-même de recueillir les dîmes et aller de maison en maison, un panier à la main chercher les aulx qui revenaient au couvent. L'ail de Gandelu était renommé au XIIIe siècle[réf. nécessaire].
Après la mort de son père Jean II se montra plus conciliant ; il fit un arrangement avec l'abbaye de Lompont. Les religieux lui cédèrent la maison que leur avait donnée Jean Ier ainsi que les ribauds, les hostises, des poules de coutume et des terrages ; ils reçurent en échange, une rente annuelle de deux muids de blé froment à la mesure de Gandelu et Jean les autorisa à acheter une maison en dehors des murs (partie nommée le village) pour y rentrer leur dîme et leur avoine, il leur permit également d'y avoir un serviteur non marié, entretenu par eux, qui serait exempt de taille et de tous autres devoirs envers la seigneurie de Gandelu.

## Politique et administration

### Rattachements administratifs et électoraux

#### Rattachements administratifs
La commune se trouve depuis 1942 dans l'arrondissement de Château-Thierry du département de l'Aisne.
Elle faisait partie depuis 1802 du canton de Neuilly-Saint-Front. Dans le cadre du redécoupage cantonal de 2014 en France, cette circonscription administrative territoriale a disparu, et le canton n'est plus qu'une circonscription électorale.

#### Rattachements électoraux
Pour les élections départementales, la commune fait partie depuis 2014 du canton de Villers-Cotterêts
Pour l'élection des députés, elle fait partie de la cinquième circonscription de l'Aisne depuis le dernier découpage électoral de 2010

### Intercommunalité
Gandelu était membre de la communauté de communes de l'Ourcq et du Clignon, un établissement public de coopération intercommunale (EPCI) à fiscalité propre créé en 1995 et auquel la commune avait transféré un certain nombre de ses compétences, dans les conditions déterminées par le code général des collectivités territoriales.
Dans le cadre des dispositions de la loi portant nouvelle organisation territoriale de la République du 7 août 2015, qui prévoit que les établissements publics de coopération intercommunale (EPCI) à fiscalité propre doivent avoir un minimum de 15 000 habitants, cette intercommunalité a fusionné avec ses voisines pour former, le 1er janvier 2017, la communauté d'agglomération de la Région de Château-Thierry, dont est désormais membre la commune.

### Liste des maires
| Période                                  | Période                        | Identité         | Étiquette | Qualité                                                                               |
| ---------------------------------------- | ------------------------------ | ---------------- | --------- | ------------------------------------------------------------------------------------- |
| Les données manquantes sont à compléter. |                                |                  |           |                                                                                       |
| 1945                                     | 1977                           | Robert Pénit     | PCF       | Médecin, ancien résistant FFI Conseiller général de Neuilly-Saint-Front (1945 → 1982) |
| 1977                                     | 1995                           | Gilbert Pasquier |           | Agriculteur                                                                           |
| Les données manquantes sont à compléter. |                                |                  |           |                                                                                       |
| mars 2001                                | août 2022                      | Denis Boudeville |           | Retraité Mort en fonction                                                             |
| octobre 2022                             | En cours (au 16 décembre 2022) | Bernard Canessa  |           | Cadre retraité                                                                        |

## Population et société

### Démographie

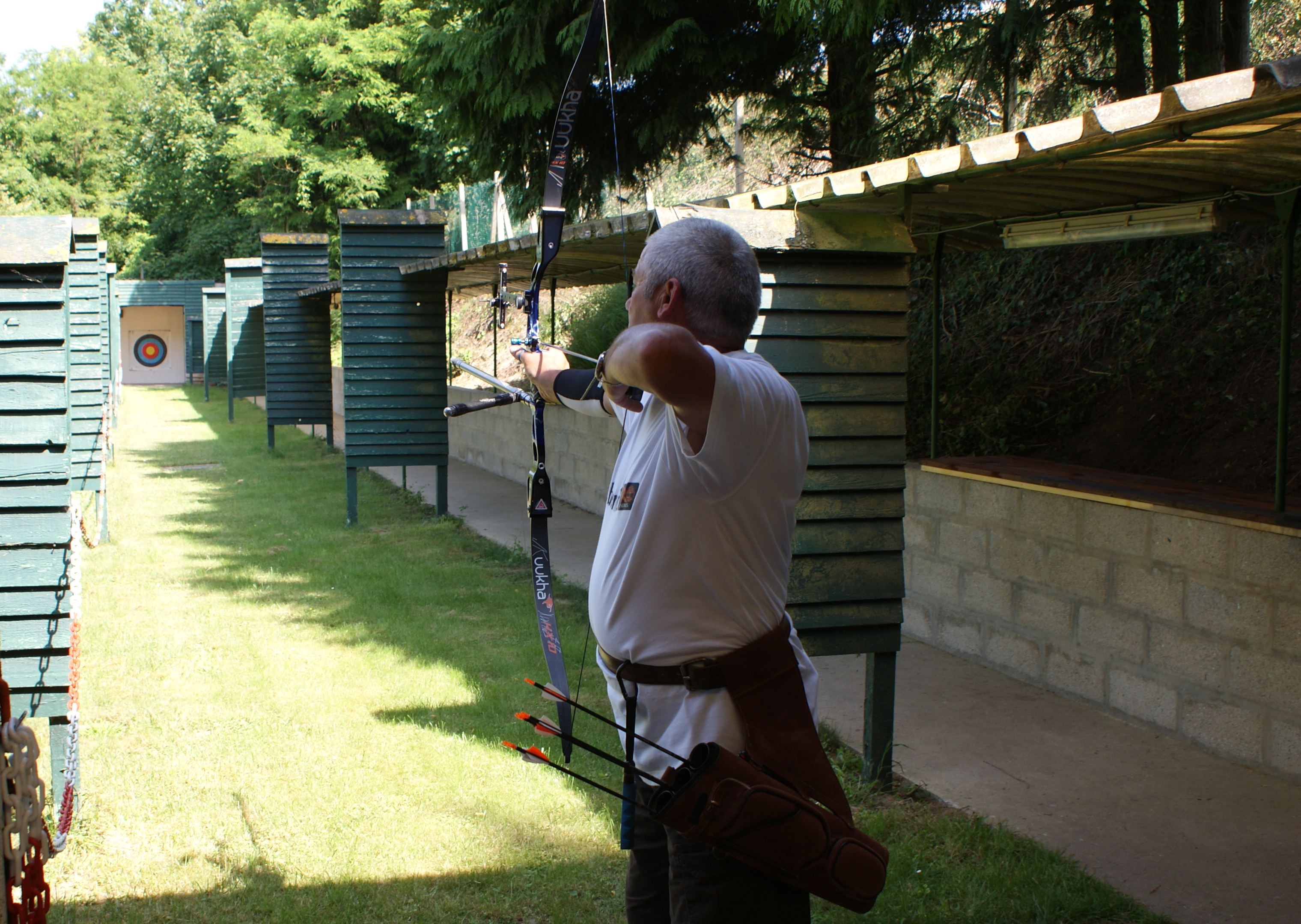
Le roi des archers 2013 à l'œuvre.

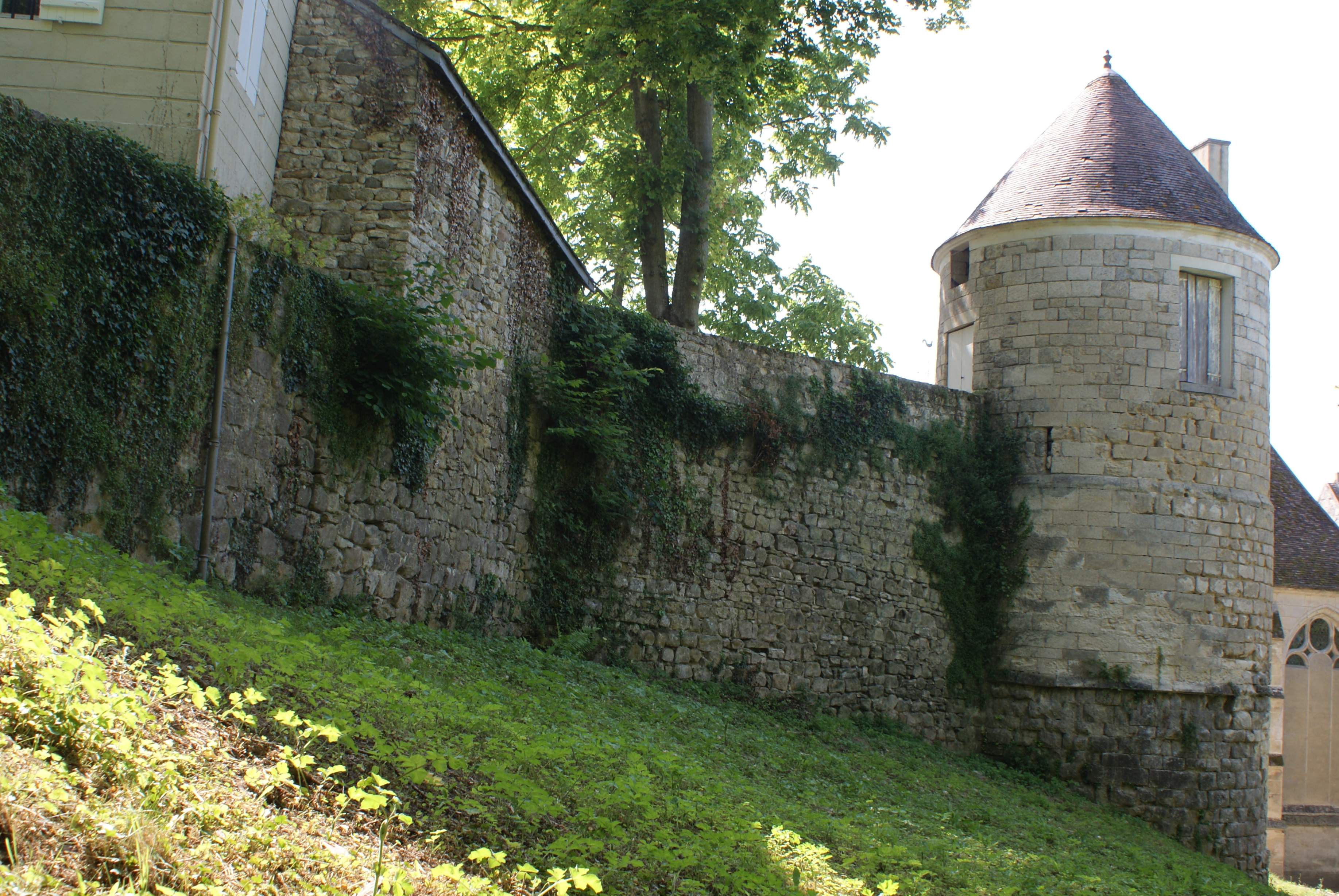
Remparts et tour du château de Gandelu.

L'évolution du nombre d'habitants est connue à travers les recensements de la population effectués dans la commune depuis 1793. Pour les communes de moins de 10 000 habitants, une enquête de recensement portant sur toute la population est réalisée tous les cinq ans, les populations de référence des années intermédiaires étant quant à elles estimées par interpolation ou extrapolation. Pour la commune, le premier recensement exhaustif entrant dans le cadre du nouveau dispositif a été réalisé en 2008.

En 2022, la commune comptait 691 habitants, en évolution de +0,29 % par rapport à 2016 (Aisne : −1,97 %, France hors Mayotte : +2,11 %).
| 1793 | 1800 | 1806 | 1821 | 1831 | 1836 | 1841 | 1846 | 1851 |
| ---- | ---- | ---- | ---- | ---- | ---- | ---- | ---- | ---- |
| 500  | 518  | 542  | 536  | 551  | 604  | 620  | 633  | 619  |

| 1856 | 1861 | 1866 | 1872 | 1876 | 1881 | 1886 | 1891 | 1896 |
| ---- | ---- | ---- | ---- | ---- | ---- | ---- | ---- | ---- |
| 600  | 616  | 598  | 513  | 523  | 506  | 479  | 484  | 440  |

| 1901 | 1906 | 1911 | 1921 | 1926 | 1931 | 1936 | 1946 | 1954 |
| ---- | ---- | ---- | ---- | ---- | ---- | ---- | ---- | ---- |
| 430  | 417  | 435  | 397  | 397  | 386  | 403  | 415  | 398  |

| 1962 | 1968 | 1975 | 1982 | 1990 | 1999 | 2006 | 2008 | 2013 |
| ---- | ---- | ---- | ---- | ---- | ---- | ---- | ---- | ---- |
| 365  | 326  | 291  | 346  | 537  | 641  | 671  | 678  | 693  |

| 2018 | 2022 | - | - | - | - | - | - | - |
| ---- | ---- | - | - | - | - | - | - | - |
| 686  | 691  | - | - | - | - | - | - | - |

### Sport et culture
- La Ronde Sud Aisne Gandelu, club de tir à l'arc, entretient un vieille tradition archère locale. Chaque année, un roi des archers est élu après un concours de tir à l'oiseau.
- AS Gandelu, club de football - site internet.
- Gandelu Loisirs, club de randonnée - site internet.

## Culture locale et patrimoine

### Lieux et monuments
- L'église dédiée à saint Remy, est classée au titre des monuments historiques depuis 1920[37].
- Le château dont l'origine remonte au XIIIe siècle, fut reconstruit au XVIe siècle puis restauré[38]..

Du château bâti sur un éperon dominant un affluent de l'Ourcq, il ne subsiste qu'une courtine en partie restaurée et une tour circulaire, parementé, avec deux ressauts à larmiers, percée à deux de ses niveaux de petites meurtrières. De cette tour, une enceinte enserrait l'église à la pointe de l'éperon.
En 1274-1275, la maison forte relève de la reine de Navarre. En 1302, elle est vendue à Philippe le Bel qui aussitôt l'échange avec Gaucher de Châtillon. En 1397, Louis d'Orléans en fait l'acquisition et y fait effectuer des travaux. Au XVIe siècle le château est la possession du connétable Anne de Montmorency qui le fait presque entièrement reconstruire.
- Un vieux lavoir en état d'abandon, datant supposément du XVIe siècle, accessible par la rue du Moulin.
- Monument aux morts, haut de place de la Poterne, en mémoire des victimes de la guerre de 1914-1918 (24 tués), de 1939-1940 (1 tué) et des anciens combattants de l'Indochine et de l'Afrique du Nord.

### Personnalités liées à la commune
- Louis Potier de Gesvres (mort en 1630), marquis de Gandelu (1626[40]).
- Charles II de Bourbon-Vendôme, archevêque de Rouen du 1590 au 1594.
- Alexandre Mercereau (1884-1945), homme de lettres, propriétaire du château de Gandelu.
- Fernand Pinal (1881-1958), artiste peintre impressionniste et pointilliste, passe son enfance à Gandelu et y reste attaché dans son activité de peintre. Alexandre Mercereau, quoique grand défenseur de la peinture cubiste, l'y recevait en ami[41].
- Alexis Kalaeff (1902-1978). Cet artiste peintre né à Odessa aimait, depuis Paris où il vivait, venir peindre à Gandelu en séjour estival : le jardin où il s'installait lui offrait un très beau panorama s'ouvrant sur le village.

## Pour approfondir